# Jimena López
Jimena López Fuentes (Ciudad de México, México; 30 de enero de 1999) es una futbolista mexicana. Juega como defensora para el OL Reign de la National Women's Soccer League (NWSL) de Estados Unidos y para la selección de México.

## Trayectoria
El 14 de enero de 2021, López fue elegida en la tercera ronda del draft de la NWSL por el club estadounidense OL Reign. Sin embargo, días después, la defensora decidió fichar por el Eibar de la Primera División española.
En junio de 2021, OL Reign fichó a la defensora con un contrato por 3 años.

## Estadísticas

### Clubes
| Club     | País           | Año         |
| -------- | -------------- | ----------- |
| Eibar    | España         | 2021        |
| OL Reign | Estados Unidos | 2021 - 2024 |